# Luis Petri
Luis Alfonso Petri (San Martín, 1 de abril de 1977) é um advogado e político argentino que ocupa o cargo de Ministro da Defesa do país desde 2023, sob a presidência de Javier Milei. Anteriormente, de 2013 a 2021, foi deputado nacional eleito na província de Mendoza. Antes de chegar ao Congresso Nacional, foi membro da Assembleia Legislativa de Mendoza [en] de 2006 a 2013.
Foi companheiro de candidatura de Patricia Bullrich na eleição presidencial de 2023, integrando a lista “Força da Mudança” da coligação Juntos por el Cambio, tendo ficado em terceiro lugar na primeira volta.

## Biografia

### Primeiros anos e formação acadêmica
Petri nasceu na cidade de San Martín, na província Mendoza. Estudou direito na Universidade Nacional do Litoral [en] (UNL), tendo posteriormente trabalhado como advogado privado no seu próprio escritório.

### Política
Petri envolveu-se na política como membro da Juventud Radical, a ala juvenil da União Cívica Radical (UCR). Foi eleito vice-presidente da Juventud Radical de Mendoza em 2003 e, entre 2003 e 2006, foi secretário legislativo na Assembleia Legislativa de Mendoza [en].
Nas eleições legislativas provinciais de 2005, concorreu a um lugar na Câmara dos Deputados, na Secção II, integrando a lista da UCR, tendo sido eleito com 33,90% dos votos. Tomou posse em 1 de maio de 2006. Foi reeleito para um segundo mandato na lista da Frente Cívica Federal [en] no pleito de 2009 com 51,76% dos votos. Durante seu mandato na legislatura provincial, especializou-se em questões de segurança e ordem pública, sendo autor de um projeto de lei para tornar crimes com circunstâncias agravantes não comutáveis.
Nas eleições legislativas de 2013 [en], Petri concorreu a uma das cadeiras de Mendoza na Câmara dos Deputados da Argentina. Era o terceiro candidato da lista da UCR, atrás de Julio Cobos e Patricia Giménez, e foi eleito com 47,69% dos votos. Foi reeleito em 2017, integrando a coligação Juntos por el Cambio.
No cargo, Petri fez parte das comissões parlamentares de Segurança Interna, Prevenção da Toxicodependência e Controlo do Tráfico de Drogas, Transportes, Comunicações e Informação, Legislação Penal, Justiça e Legislação Geral. Foi segundo vice-presidente da Câmara de 2017 a 2019, durante a presidência de Emilio Monzó [en].
Votou duas vezes contra a legalização do aborto no país, em 2018 e em 2020.
Em 2023, Petri buscou a nomeação do Juntos por el Cambio para concorrer ao cargo de Governador de Mendoza, disputando contra o ex-governador e colega de partido na União Cívica Radical Alfredo Cornejo. Ele obteve 17,4% dos votos nas primárias [en], enquanto Cornejo alcançou 26,7%. No dia 22 de junho de 2023, a candidata presidencial Patricia Bullrich, do partido Proposta Republicana, anunciou Petri como seu companheiro de chapa na eleição presidencial de 2023, como parte da lista "Força da Mudança" dentro da coalizão Juntos pela Mudança.
Após a derrota no pleito, foi convidado por Javier Milei para ser Ministro da Defesa do país.

## Vida pessoal
Petri possui um filho e, desde 2021, mantém uma relação com a jornalista e apresentadora da Telefé, Cristina Pérez [en].

## Desempenho eleitoral

### Executivo
| Eleição   | Cargo                        | Lista | Lista                | Votos     | Votos  | Votos | Resultado  | Ref.   |
| Eleição   | Cargo                        | Lista | Lista                | Total     | %      | P.    | Resultado  | Ref.   |
| --------- | ---------------------------- | ----- | -------------------- | --------- | ------ | ----- | ---------- | ------ |
| 2023 PASO | Governador de Mendoza        |       | Cambia Mendoza       | 166.758   | 17,4%  | 3º    | Não eleito | [ 14 ] |
| 2023 PASO | Vice-presidente da Argentina |       | Juntos por el Cambio | 6.379.023 | 23,81% | 3º    | Não eleito | [ 5 ]  |

### Legislativo
| Eleição | Cargo               | Lista | Lista                 | Número da lista | Distrito             | Votos   | Votos  | Votos   | Resultado | Referência |
| Eleição | Cargo               | Lista | Lista                 | Número da lista | Distrito             | Total   | %      | Posição | Resultado | Referência |
| ------- | ------------------- | ----- | --------------------- | --------------- | -------------------- | ------- | ------ | ------- | --------- | ---------- |
| 2005    | Deputado Provincial |       | União Cívica Radical  | 1               | Seção II             | 57.678  | 33,90% | 1º      | Eleito    | [ 15 ]     |
| 2009    | Deputado Provincial |       | Frente Cívico Federal | 1               | Seção II             | 105.679 | 51,76% | 1º      | Eleito    | [ 16 ]     |
| 2013    | Deputado Nacional   |       | União Cívica Radical  | 3               | Província de Mendoza | 487.372 | 47,69% | 1º      | Eleito    | [ 17 ]     |
| 2017    | Deputado Nacional   |       | Cambia Mendoza        | 2               | Província de Mendoza | 491.012 | 45,73% | 1º      | Eleito    | [ 18 ]     |

1. ↑  Entre todos os candidatos de todas as listas.
2. ↑  Perdeu nas primárias da coalizão.
3. 1 2 3 4  Apresentado em uma lista eleitoral. Os dados mostrados representam a participação total de votos do partido/aliança nessa circunscrição.